# Кузьмина, Анастасия Владимировна
Анастаси́я Влади́мировна Кузьмина́ (Шипу́лина) (словац. Anastasia Kuzminová; род. 28 августа 1984, Тюмень) — словацкая биатлонистка, ранее выступавшая за Россию. Трехкратная олимпийская чемпионка, трехкратный серебряный призёр Олимпийских игр, чемпионка мира и двукратный призёр мирового первенства, двукратная чемпионка Европы 2009 года.
В октябре 2019 года завершила карьеру биатлонистки, но в 2023 году приняла решение её возобновить в возрасте 39 лет.
Завоевала для Словакии первую золотую медаль зимних Олимпийских игр в 2010 году. На церемонии закрытия зимних Олимпийских игр в Сочи была знаменосцем сборной Словакии.
Чемпионка Словакии по биатлону (29 декабря 2010) в спринте, двукратная чемпионка Словакии по летнему биатлону (7 сентября, 8 сентября 2013 года) в суперспринте и масс-старте.
Лучшая спортсменка Словакии 2010, 2014, 2018 годов. Лучшая биатлонистка Словакии (2009—2014, 2018—2019).

## Спортивная карьера
Анастасия и её брат Антон Шипулин начали заниматься лыжными гонками у Надежды Дмитриевны Коврижных (мастер спорта СССР, заслуженный тренер России). Биатлоном Анастасия стала заниматься в 1999 году под руководством тренера Сергея Шестова.
Результаты на первенствах среди юниоров и на чемпионате Европы: 1-е место в эстафете в 2003 и 2005 годах; 1-е место в гонке преследования на чемпионате Европы 2005 года в Новосибирске, 1-е место в эстафете на чемпионате Европы 2004 года в Минске; 1-е место этапа Кубка Европы в спринте в 2006 году в Австрии.
За сборную России на этапах Кубка мира выступала в сезонах 2005/06, 2006/07. Лучший результат — 13-е место на старте сезона 2006/07 в индивидуальной гонке.
После окончания последнего в составе сборной России сезона 2006/07, в апреле 2007 года вышла замуж за израильского лыжника с российскими корнями Даниэля Кузьмина. Занималась воспитанием сына Елисея.
Переехала с мужем в Словакию, с декабря 2008 года представляет эту страну, живёт и тренируется в Банской-Бистрице.
В феврале 2009 года Кузьмина стала серебряным призёром чемпионата мира в корейском Пхёнчхане в масс-старте. 28 февраля и 1 марта 2009 года выиграла спринтерскую гонку и гонку преследования на чемпионате Европы в Уфе.
После успешно проведённых декабрьских этапов Кубка мира Олимпийского сезона 2009/10, в которых Кузьмина заняла 3 место в индивидуальной гонке в словенской Поклюке и 5-е в спринте в Хохфильцене, она, находясь на тренировочном сборе в Обертиллиахе в декабре 2009 года, получила травму левой руки. В интервью она вспоминала: 

Одна косточка сломана, вторая треснула в двух местах. 31 декабря пошли на тренировку, я спускалась и, видимо, из-за усталости потеряла концентрацию: наехала на бугорочек, неправильно приземлилась на руку. Скорость была относительно небольшая, зажатая палка в руке выбила мне третью и четвёртую пястные косточки.— Анастасия Кузьмина: «В России я бы не выиграла Олимпийское золото», сайт Sports.ru
10 декабря 2010 года в австрийском Хохфильцене в спринтерской гонке на 10 км выиграла своё первое «золото» в рамках Кубка мира. 21 марта 2019 года на финале кубка мира по биатлону Анастасия Кузьмина одержала победу в женском спринте, который проходил в норвежском Хольменколлене. Она выиграла четвертую гонку в сезоне и 17-ю за карьеру.

## Олимпийские игры

### Зимние Олимпийские игры 2010
13 февраля 2010 года Кузьмина заняла первое место в спринтерской гонке на 7,5 км в соревнованиях по биатлону на XXI Зимних Олимпийских Играх в Ванкувере с результатом 19:55,6 и одним промахом.
16 февраля 2010 года завоевала серебряную медаль в гонке преследования на 10 км с четырьмя огневыми рубежами с результатом 30 минут 28,3 секунд и двумя промахами.
| Год  | Место проведения | Инд | Спр | Пр | МС | Эст |
| 2010 | Ванкувер         | 38  | 1   | 2  | 7  | 12  |

### Зимние Олимпийские игры 2014
9 февраля 2014 года Кузьмина заняла первое место в спринтерской гонке на 7,5 км на XXII Олимпийских зимних играх в Сочи с результатом 21:06,8, отстреляв два рубежа чисто.
| Год  | Место проведения | Инд | Спр | Пр | МС | См | Эст |
| 2014 | Сочи             | 27  | 1   | 6  | 26 | 5  | —   |

### Зимние Олимпийские игры 2018
12 февраля 2018 года заняла второе место в гонке преследования на 10 км на XXIII Олимпийских зимних играх в Пхёнчхане с результатом 31:04,7, совершив 4 промаха.
15 февраля в индивидуальной гонке на 15 км вновь стала вице-чемпионом, показав итоговое время 41:31,9 и совершив по промаху на первой стойке и второй лёжке.
17 февраля завоевала золото в гонке с общего старта на 12,5 км, показав итоговое время 35:23,0 и допустив промах последним выстрелом на четвёртом рубеже.. Это уже третье Олимпийское золото Кузьминой, начиная с Ванкувера-2010. Анастасия — первая в мире биатлонистка, завоевавшая золотую медаль на трёх Олимпиадах подряд.
| Год  | Место проведения | Инд | Спр | Пр | МС | См | Эст |
| 2018 | Пхёнчхан         | 2   | 13  | 2  | 1  | 20 | 5   |

## Кубок мира
| Сезон     | Место | Количество набранных очков | Победитель         |
| --------- | ----- | -------------------------- | ------------------ |
| 2006/2007 | 61    | 20                         | Андреа Хенкель     |
| 2007/2008 | —     | —                          | Магдалена Нойнер   |
| 2008/2009 | 30    | 290                        | Хелена Экхольм     |
| 2009/2010 | 19    | 447                        | Магдалена Нойнер   |
| 2010/2011 | 9     | 713                        | Кайса Мякяряйнен   |
| 2011/2012 | 10    | 725                        | Магдалена Нойнер   |
| 2012/2013 | 7     | 769                        | Тура Бергер        |
| 2013/2014 | 6     | 608                        | Кайса Мякяряйнен   |
| 2014/2015 | —     | —                          | Дарья Домрачева    |
| 2015/2016 | —     | —                          | Габриэла Коукалова |
| 2016/2017 | 40    | 178                        | Лаура Дальмайер    |
| 2017/2018 | 2     | 819                        | Кайса Мякяряйнен   |
| 2018/2019 | 3     | 870                        | Доротея Вирер      |

- Дебют в Кубке мира — 7 января 2006 года в спринтерской гонке в Оберхофе — 63 место.
- Первое попадание в очковую зону — 29 ноября 2006 года 13 место в индивидуальной гонке в Эстерсунде.
- Первый подиум — 22 февраля 2009 года 2 место в масс-старте на чемпионате мира в корейском Пхёнчхане.
- Первая победа — 13 февраля 2010 года в спринтерской гонке на XXI Зимних Олимпийских играх в Ванкувере.

| 2018/19 Итоги | 2018/19 Итоги | Поклюка | Поклюка | Поклюка | Поклюка | Поклюка | Хохфильцен | Хохфильцен | Хохфильцен | Нове-Место | Нове-Место | Нове-Место | Оберхоф | Оберхоф | Оберхоф | Рупольдинг | Рупольдинг | Рупольдинг | Антхольц | Антхольц | Антхольц | Канмор | Канмор | Канмор | Солт-Лейк-Сити | Солт-Лейк-Сити | Солт-Лейк-Сити | Солт-Лейк-Сити | ЧМ Эстерсунд | ЧМ Эстерсунд | ЧМ Эстерсунд | ЧМ Эстерсунд | ЧМ Эстерсунд | ЧМ Эстерсунд | ЧМ Эстерсунд | Хольменколлен | Хольменколлен | Хольменколлен |
| Очков         | Место         | Сусм    | См      | Инд     | Спр     | Пр      | Спр        | Пр         | Эст        | Спр        | Пр         | МС         | Спр     | Пр      | Эст     | Спр        | Эст        | МС         | Спр      | Пр       | МС       | Инд    | Эст    | Спр    | Спр            | Пр             | Сусм           | См             | См           | Спр          | Пр           | Инд          | Сусм         | Эст          | МС           | Спр           | Пр            | МС            |
| 870           | 3             | —       | —       | 25      | 18      | 36      | 10         | 5          | 14         | 11         | 9          | 1          | 7       | 2       | 6       | 1          | 6          | 14         | 10       | 5        | 20       | 8      | —      | отм    | 5              | 5              | —              | —              | —            | 1            | 6            | 58           | —            | 6            | 28           | 1             | 1             | 10            |

| 2017/2018 Итоги | 2017/2018 Итоги | Эстерсунд | Эстерсунд | Эстерсунд | Эстерсунд | Эстерсунд | Хохфильцен | Хохфильцен | Хохфильцен | Анси | Анси | Анси | Оберхоф | Оберхоф | Оберхоф | Рупольдинг | Рупольдинг | Рупольдинг | Антхольц | Антхольц | Антхольц | ОИ Пхёнчхан | ОИ Пхёнчхан | ОИ Пхёнчхан | ОИ Пхёнчхан | ОИ Пхёнчхан | ОИ Пхёнчхан | Контиолахти | Контиолахти | Контиолахти | Контиолахти | Хольменколлен | Хольменколлен | Хольменколлен | Тюмень | Тюмень | Тюмень |
| Очков           | Место           | Сусм      | См        | Инд       | Спр       | Пр        | Спр        | Пр         | Эст        | Спр  | Пр   | МС   | Спр     | Пр      | Эст     | Инд        | Эст        | МС         | Спр      | Пр       | МС       | Спр         | Пр          | Инд         | МС          | См          | Эст         | Спр         | Сусм        | См          | МС          | Спр           | Пр            | Эст           | Спр    | Пр     | МС     |
| 819             | 2               | —         | 4         | —         | 15        | 36        | 2          | 1          | 17         | 1    | 2    | 4    | 1       | 1       | —       | 9          | 12         | 23         | 18       | 11       | 2        | 13          | 2           | 2           | 1           | 20          | 5           | 30          | 12          | —           | 16          | 1             | 2             | —             | 12     | 6      | 11     |

| 2016/2017 Итоги | 2016/2017 Итоги | Эстерсунд | Эстерсунд | Эстерсунд | Эстерсунд | Эстерсунд | Поклюка | Поклюка | Поклюка | Нове-Место | Нове-Место | Нове-Место | Оберхоф | Оберхоф | Оберхоф | Рупольдинг | Рупольдинг | Рупольдинг | Антхольц | Антхольц | Антхольц | ЧМ Хохфильцен | ЧМ Хохфильцен | ЧМ Хохфильцен | ЧМ Хохфильцен | ЧМ Хохфильцен | ЧМ Хохфильцен | Пхёнчхан | Пхёнчхан | Пхёнчхан | Контиолахти | Контиолахти | Контиолахти | Контиолахти | Хольменколлен | Хольменколлен | Хольменколлен |
| Очков           | Место           | Сусм      | См        | Инд       | Спр       | Пр        | Спр     | Пр      | Эст     | Спр        | Пр         | МС         | Спр     | Пр      | МС      | Эст        | Спр        | Пр         | Инд      | МС       | Эст      | См            | Спр           | Пр            | Инд           | Эст           | МС            | Спр      | Пр       | Эст      | Спр         | Пр          | Сусм        | См          | Спр           | Пр            | МС            |
| 178             | 40              | —         | —         | —         | —         | —         | 6       | 30      | 16      | DNS        | —          | —          | —       | —       | —       | 12         | 35         | 30         | —        | —        | —        | —             | 8             | 13            | —             | 8             | 22            | —        | —        | —        | 15          | 35          | 12          | —           | 78            | —             | —             |

| 2013/2014 Итоги | 2013/2014 Итоги | Эстерсунд | Эстерсунд | Эстерсунд | Эстерсунд | Хохфильцен | Хохфильцен | Хохфильцен | Анси | Анси | Анси | Оберхоф | Оберхоф | Оберхоф | Рупольдинг | Рупольдинг | Рупольдинг | Антхольц | Антхольц | Антхольц | ОИ Сочи (*) | ОИ Сочи (*) | ОИ Сочи (*) | ОИ Сочи (*) | ОИ Сочи (*) | ОИ Сочи (*) | Поклюка | Поклюка | Поклюка | Контиолахти | Контиолахти | Контиолахти | Хольменколлен | Хольменколлен | Хольменколлен |
| Очков           | Место           | См        | Инд       | Спр       | Пр        | Спр        | Эст        | Пр         | Эст  | Спр  | Пр   | Спр     | Пр      | МС      | Эст        | Инд        | Пр         | Спр      | Пр       | Эст      | Спр         | Пр          | Инд         | МС          | См          | Эст         | Спр     | Пр      | МС      | Спр         | Спр         | Пр          | Спр           | Пр            | МС            |
| 608             | 6               | —         | 2         | 34        | отм       | 13         | 6          | 16         | 9    | 16   | 17   | —       | —       | 7       | 10         | 11         | 26         | 16       | 8        | отм      | 1           | 6           | 27          | 26          | 5           | —           | 27      | 25      | 4       | —           | 4           | 10          | 6             | 1             | 1             |

| 2012/13 Итоги | 2012/13 Итоги | Эстерсунд | Эстерсунд | Эстерсунд | Эстерсунд | Хохфильцен | Хохфильцен | Хохфильцен | Поклюка | Поклюка | Поклюка | Оберхоф | Оберхоф | Оберхоф | Рупольдинг | Рупольдинг | Рупольдинг | Антхольц | Антхольц | Антхольц | ЧМ Нове-Место | ЧМ Нове-Место | ЧМ Нове-Место | ЧМ Нове-Место | ЧМ Нове-Место | ЧМ Нове-Место | Хольменколлен | Хольменколлен | Хольменколлен | Сочи | Сочи | Сочи | Ханты-Мансийск | Ханты-Мансийск | Ханты-Мансийск |
| Очков         | Место         | См        | Инд       | Спр       | Пр        | Спр        | Пр         | Эст        | Спр     | Пр      | МС      | Эст     | Спр     | Пр      | Эст        | Спр        | МС         | Спр      | Пр       | Эст      | См            | Спр           | Пр            | Инд           | Эст           | МС            | Спр           | Пр            | МС            | Инд  | Спр  | Эст  | Спр            | Пр             | МС             |
| 769           | 7             | 11        | 12        | 19        | 8         | 27         | 13         | 8          | 17      | 31      | 13      | —       | 33      | 19      | 9          | 42         | 9          | 1        | 14       | 16       | 7             | 17            | 14            | 4             | 8             | 15            | 3             | 3             | 2             | 9    | 2    | —    | 5              | 15             | 24             |

| 2011/12 Итоги | 2011/12 Итоги | Эстерсунд | Эстерсунд | Эстерсунд | Хохфильцен | Хохфильцен | Хохфильцен | Хохфильцен | Хохфильцен | Хохфильцен | Оберхоф | Оберхоф | Оберхоф | Нове-Место | Нове-Место | Нове-Место | Антхольц | Антхольц | Антхольц | Хольменколлен | Хольменколлен | Хольменколлен | Контиолахти | Контиолахти | Контиолахти | ЧМ Рупольдинг | ЧМ Рупольдинг | ЧМ Рупольдинг | ЧМ Рупольдинг | ЧМ Рупольдинг | ЧМ Рупольдинг | Ханты-Мансийск | Ханты-Мансийск | Ханты-Мансийск |
| Очков         | Место         | Инд       | Спр       | Пр        | Спр        | Пр         | Эст        | Спр        | Пр         | См         | Эст     | Спр     | МС      | Инд        | Спр        | Пр         | Спр      | Эст      | МС       | Спр           | Пр            | МС            | См          | Спр         | Пр          | См            | Спр           | Пр            | Инд           | Эст           | МС            | Спр            | Пр             | МС             |
| 725           | 10            | 8         | 19        | 9         | 6          | 10         | 12         | 23         | 20         | 12         | 6       | 10      | 20      | 20         | 37         | 27         | 8        | 14       | 2        | 7             | 21            | 11            | 3           | 5           | 10          | 7             | 10            | 19            | 10            | 8             | 8             | 19             | 13             | 4              |

| 2010/11 Итоги | 2010/11 Итоги | Эстерсунд | Эстерсунд | Эстерсунд | Хохфильцен | Хохфильцен | Хохфильцен | Поклюка | Поклюка | Поклюка | Оберхоф | Оберхоф | Оберхоф | Рупольдинг | Рупольдинг | Рупольдинг | Антхольц | Антхольц | Антхольц | Преск-Айл | Преск-Айл | Преск-Айл | Форт-Кент | Форт-Кент | Форт-Кент | ЧМ Ханты-Мансийск | ЧМ Ханты-Мансийск | ЧМ Ханты-Мансийск | ЧМ Ханты-Мансийск | ЧМ Ханты-Мансийск | ЧМ Ханты-Мансийск | Хольменколлен | Хольменколлен | Хольменколлен |
| Очков         | Место         | Инд       | Спр       | Пр        | Спр        | Эст        | Пр         | Инд     | Спр     | См      | Эст     | Спр     | МС      | Инд        | Спр        | Пр         | Спр      | Эст      | МС       | Спр       | См        | Пр        | Спр       | Пр        | МС        | См                | Спр               | Пр                | Инд               | МС                | Эст               | Спр           | Пр            | МС            |
| 713           | 9             | 86        | 38        | 13        | 1          | 10         | 8          | 12      | 2       | 6       | 12      | 12      | 7       | 41         | 6          | 7          | 2        | 11       | 4        | —         | —         | —         | —         | —         | —         | 12                | 3                 | 6                 | 9                 | 9                 | 7                 | 4             | 1             | 25            |

| 2009/10 Итоги | 2009/10 Итоги | Эстерсунд | Эстерсунд | Эстерсунд | Хохфильцен | Хохфильцен | Хохфильцен | Поклюка | Поклюка | Поклюка | Оберхоф | Оберхоф | Оберхоф | Рупольдинг | Рупольдинг | Рупольдинг | Анхтольц | Анхтольц | Анхтольц | ОИ Ванкувер | ОИ Ванкувер | ОИ Ванкувер | ОИ Ванкувер | ОИ Ванкувер | Контиолахти | Контиолахти | Контиолахти | Хольменколлен | Хольменколлен | Хольменколлен | Ханты-Мансийск | Ханты-Мансийск | Ханты-Мансийск |
| Очков         | Место         | Инд       | Спр       | Эст       | Спр        | Пр         | Эст        | Инд     | Спр     | Пр      | Эст     | Спр     | МС      | Спр        | МС         | Эст        | Инд      | Спр      | Пр       | Спр         | Пр          | Инд         | МС          | Эст         | См          | Спр         | Пр          | Спр           | Пр            | МС            | Спр            | МС             | См             |
| 447           | 19            | 18        | 37        | 12        | 19         | 5          | —          | 3       | 36      | 38      | —       | —       | —       | —          | —          | —          | —        | 20       | 17       | 1           | 2           | 38          | 7           | 12          | —           | —           | —           | 74            | —             | 17            | 9              | 3              | 13             |

| 2008/09 Итоги | 2008/09 Итоги | Остерсунд | Остерсунд | Остерсунд | Хохфильцен | Хохфильцен | Хохфильцен | Хохфильцен | Хохфильцен | Хохфильцен | Оберхоф | Оберхоф | Оберхоф | Рупольдинг | Рупольдинг | Рупольдинг | Антольц | Антольц | Антольц | ЧМ Пхёнчхан | ЧМ Пхёнчхан | ЧМ Пхёнчхан | ЧМ Пхёнчхан | ЧМ Пхёнчхан | ЧМ Пхёнчхан | Уистлер | Уистлер | Уистлер | Тронхейм | Тронхейм | Тронхейм | Ханты-Мансийск | Ханты-Мансийск | Ханты-Мансийск |
| Очков         | Место         | Инд       | Спр       | Пр        | Спр        | Пр         | Эст        | Инд        | Спр        | Эст        | Эст     | Спр     | МС      | Эст        | Спр        | Пр         | Спр     | Пр      | МС      | Спр         | Пр          | Инд         | См          | МС          | Эст         | Инд     | Сп      | Эст     | Спр      | Пр       | МС       | Спр            | Пр             | МС             |
| 290           | 30            | —         | —         | —         | —          | —          | —          | —          | 36         | 14         | —       | —       | —       | 10         | 31         | 25         | 42      | 40      | —       | 7           | 17          | 29          | 10          | 2           | 13          | 9       | 11      | —       | 60       | 32       | 7        | 51             | 41             | 16             |

| 2006/07 Итоги | 2006/07 Итоги | Эстерсунд | Эстерсунд | Эстерсунд | Хохфильцен | Хохфильцен | Хохфильцен | Хохфильцен | Хохфильцен | Хохфильцен | Оберхоф | Оберхоф | Оберхоф | Рупольдинг | Рупольдинг | Рупольдинг | Поклюка | Поклюка | Поклюка | ЧМ Анхтольц | ЧМ Анхтольц | ЧМ Анхтольц | ЧМ Анхтольц | ЧМ Анхтольц | ЧМ Анхтольц | Лахти | Лахти | Лахти | Хольменколлен | Хольменколлен | Хольменколлен | Ханты-Мансийск | Ханты-Мансийск | Ханты-Мансийск |
| Очков         | Место         | Инд       | Спр       | Пр        | Спр        | Пр         | Эст        | Инд        | Спр        | Эст        | Эст     | Спр     | Пр      | Эст        | Спр        | МС         | Спр     | Пр      | МС      | Спр         | Пр          | Инд         | См          | Эст         | МС          | Инд   | Спр   | Пр    | Спр           | Пр            | МС            | Спр            | Пр             | МС             |
| 20            | 61            | 13        | —         | —         | 31         | 48         | —          | —          | —          | —          | —       | —       | —       | —          | —          | —          | —       | —       | —       | —           | —           | —           | —           | —           | —           | —     | —     | —     | —             | —             | —             | —              | —              | —              |

| 2005/06 Итоги | 2005/06 Итоги | Эстерсунд | Эстерсунд | Эстерсунд | Хохфильцен | Хохфильцен | Хохфильцен | Осрбли | Осрбли | Осрбли | Оберхоф | Оберхоф | Оберхоф | Рупольдинг | Рупольдинг | Рупольдинг | Анхтольц | Анхтольц | Анхтольц | ОИ Турин | ОИ Турин | ОИ Турин | ОИ Турин | ОИ Турин | Поклюка | Поклюка | Поклюка | Контиолахти | Контиолахти | Контиолахти | Хольменколлен | Хольменколлен | Хольменколлен |
| Очков         | Место         | Спр       | Пр        | Эст       | Инд        | Спр        | Эст        | Инд    | Спр    | Пр     | Эст     | Спр     | МС      | Эст        | Спр        | Пр         | Спр      | Пр       | МС       | Инд      | Спр      | Пр       | Эст      | МС       | Спр     | Пр      | См      | Спр         | Пр          | МС          | Спр           | Пр            | МС            |
| 0             | —             | —         | —         | —         | —          | —          | —          | —      | —      | —      | —       | 63      | —       | —          | 38         | 37         | 44       | 45       | —        | —        | —        | —        | —        | —        | —       | —       | —       | —           | —           | —           | —             | —             | —             |

## Достижения
Олимпийские игры
| Год  | Место проведения | Вид гонки            | Место |
| ---- | ---------------- | -------------------- | ----- |
| 2010 | Ванкувер         | Спринт               | 1-е   |
| 2010 | Ванкувер         | Гонка преследования  | 2-е   |
| 2014 | Сочи             | Спринт               | 1-е   |
| 2018 | Пхёнчхан         | Гонка преследования  | 2-е   |
| 2018 | Пхёнчхан         | Индивидуальная гонка | 2-е   |
| 2018 | Пхёнчхан         | Масс-старт           | 1-е   |

Чемпионат мира
| Год  | Место проведения | Вид гонки  | Место |
| ---- | ---------------- | ---------- | ----- |
| 2009 | Пхёнчхан         | Масс-старт | 2-е   |
| 2011 | Ханты-Мансийск   | Спринт     | 3-е   |
| 2019 | Эстерсунд        | Спринт     | 1-е   |

Юниорский чемпионат мира
| Год  | Место проведения | Вид гонки                      | Место |
| ---- | ---------------- | ------------------------------ | ----- |
| 2002 | Валь-Риданна     | Эстафета (девушки)             | 2-е   |
| 2003 | Косцелиско       | Эстафета (девушки)             | 1-е   |
| 2003 | Косцелиско       | Индивидуальная гонка (девушки) | 2-е   |
| 2003 | Косцелиско       | Гонка преследования (девушки)  | 2-е   |
| 2004 | Морьен           | Эстафета (юниорки)             | 2-е   |
| 2005 | Контиолахти      | Эстафета (юниорки)             | 1-е   |
| 2005 | Контиолахти      | Спринт (юниорки)               | 3-е   |

Чемпионат Европы
| Год  | Место проведения | Вид гонки                     | Место |
| ---- | ---------------- | ----------------------------- | ----- |
| 2004 | Минск            | Эстафета (юниорки)            | 1-е   |
| 2004 | Минск            | Гонка преследования (юниорки) | 2-е   |
| 2005 | Новосибирск      | Гонка преследования (юниорки) | 1-е   |
| 2005 | Новосибирск      | Спринт (юниорки)              | 2-е   |
| 2009 | Уфа              | Спринт                        | 1-е   |
| 2009 | Уфа              | Гонка преследования           | 1-е   |

Кубок мира
| Сезон   | Место проведения     | Вид гонки            | Место |
| ------- | -------------------- | -------------------- | ----- |
| 2009/10 | Поклюка              | Индивидуальная гонка | 3-е   |
| 2009/10 | Ханты-Мансийск       | Масс-старт           | 3-е   |
| 2010/11 | Хохфильцен           | Спринт               | 1-е   |
| 2010/11 | Поклюка              | Спринт               | 2-е   |
| 2010/11 | Антхольц             | Спринт               | 2-е   |
| 2010/11 | Хольменколлен        | Спринт               | 1-е   |
| 2011/12 | Антхольц             | Масс-старт           | 2-е   |
| 2011/12 | Контиолахти          | Смешанная эстафета   | 3-е   |
| 2012/13 | Антхольц             | Спринт               | 1-е   |
| 2012/13 | Хольменколлен        | Спринт               | 3-е   |
| 2012/13 | Хольменколлен        | Гонка преследования  | 3-е   |
| 2012/13 | Хольменколлен        | Масс-старт           | 2-е   |
| 2012/13 | Сочи                 | Спринт               | 2-е   |
| 2013/14 | Эстерсунд            | Индивидуальная гонка | 2-е   |
| 2013/14 | Хольменколлен        | Гонка преследования  | 1-е   |
| 2013/14 | Хольменколлен        | Масс-старт           | 1-е   |
| 2017/18 | Хохфильцен           | Спринт               | 2-е   |
| 2017/18 | Хохфильцен           | Гонка преследования  | 1-е   |
| 2017/18 | Анси                 | Спринт               | 1-е   |
| 2017/18 | Анси                 | Гонка преследования  | 2-е   |
| 2017/18 | Оберхоф              | Спринт               | 1-е   |
| 2017/18 | Оберхоф              | Гонка преследования  | 1-е   |
| 2017/18 | Антхольц             | Масс-старт           | 2-е   |
| 2017/18 | Хольменколлен        | Спринт               | 1-е   |
| 2017/18 | Хольменколлен        | Гонка преследования  | 2-е   |
| 2018/19 | Нове-Место-на-Мораве | Масс-старт           | 1-е   |
| 2018/19 | Оберхоф              | Гонка преследования  | 2-е   |
| 2018/19 | Рупольдинг           | Спринт               | 1-е   |
| 2018/19 | Хольменколлен        | Спринт               | 1-е   |
| 2018/19 | Хольменколлен        | Гонка преследования  | 1-е   |

Кубок IBU
| Сезон       | Место проведения     | Вид гонки           | Место |
| ----------- | -------------------- | ------------------- | ----- |
| 2004/05 (ю) | Обертиллиах          | Спринт              | 1-е   |
| 2004/05 (ю) | Обертиллиах          | Гонка преследования | 3-е   |
| 2005/06     | Обертиллиах          | Спринт              | 1-е   |
| 2005/06     | Розенау-ам-Хенгстпас | Гонка преследования | 3-е   |
| 2009/10     | Идре                 | Спринт              | 2-е   |
| 2010/11     | Осрблье              | Спринт              | 3-е   |

## Семья
Младший брат — Антон Шипулин (род. 1987), чемпион Олимпийских игр, чемпион и призёр чемпионатов мира в составе сборной России.
С 2007 года замужем за израильским лыжником Даниэлем Кузьминым, сын Елисей (р. 2007). 12 июля 2015 года родилась дочь — Оливия.
Имеет высшее образование — окончила Тюменский юридический институт МВД России.
Увлечения — кулинария, музыка.